# Église Saint-Alphonse à l'Esquilin
L'église Saint-Alphonse à l'Esquilin (en italien : chiesa di Sant'Alfonso all'Esquilino) est une église romaine située dans le rione de l'Esquilin sur la via Merulana. Elle est dédiée à saint Alphonse de Liguori.

## Historique
L'église a été construite entre 1855 et 1859 sur les plans de l'architecte écossais George J. Wigley (en) et constitue l'une des dernières constructions de la Rome papale. Elle est dès l'origine dédiée à saint Alphonse de Liguori, fondateur de la congrégation du Très Saint Rédempteur qui possède l'ensemble du complexe attenant avec l'académie alphonsienne.
Le 30 décembre 1960, le pape Jean XXIII crée le titre cardinalice Santissimo Redentore e Sant'Alfonso in Via Merulana qui est lié à cette église.

## Architecture et décorations
L'église est l'un des rares exemples de construction néogothique de Rome. Sa façade est faite de brique et de travertin à laquelle a été rajoutée ultérieurement une rosace. Son accès se fait par un large escalier donnant sur une l'entrée par un portail triple surmonté d'une mosaïque représentant Notre-Dame du Perpétuel Secours et d'un pinacle avec un Christ rédempteur fait en marbre de Carrare. L'intérieur est constitué de trois nefs séparées par des colonnes de marbre polychrome et de six chapelles latérales par côté.
Les peintures intérieures sont du peintre bavarois Max Schmalzl et une mosaïque importante fut ajoutée en 1964. L'église abrite une icône de Notre-Dame du Perpétuel Secours d'origine crétoise du XIVe siècle et donnée aux Rédemptoristes par le pape Pie IX en 1866.

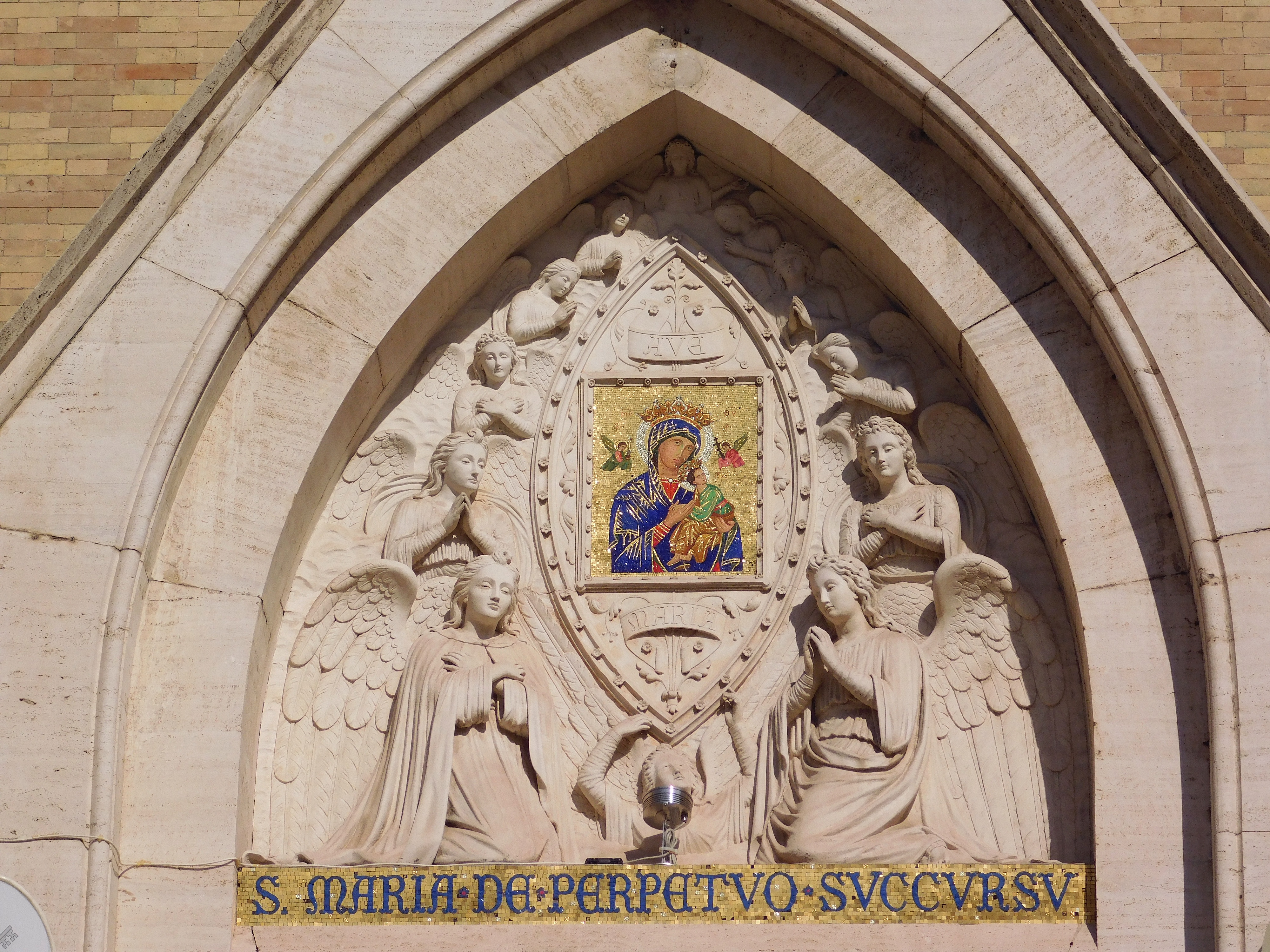
Tympan du portail.
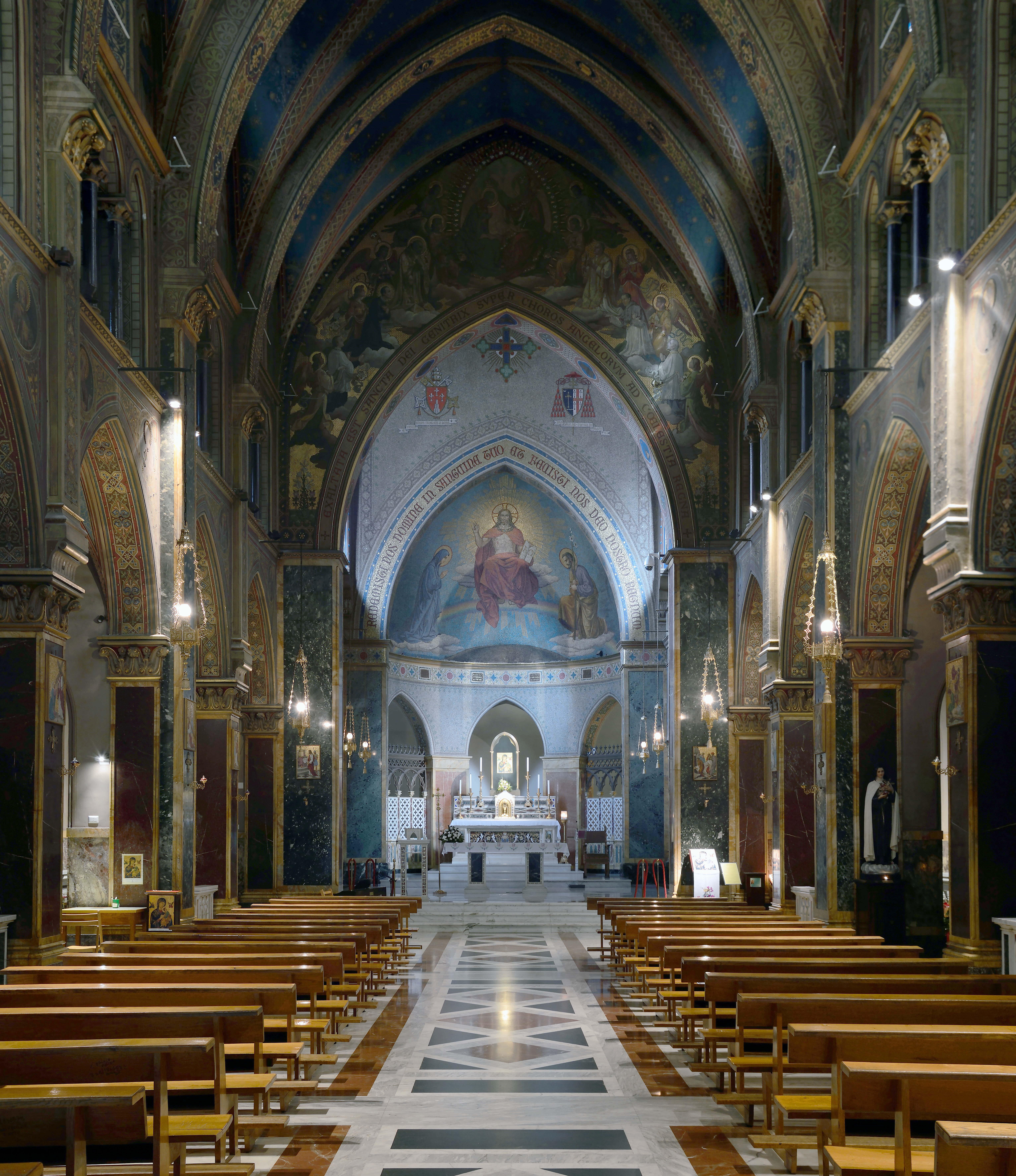
Vue de la nef.
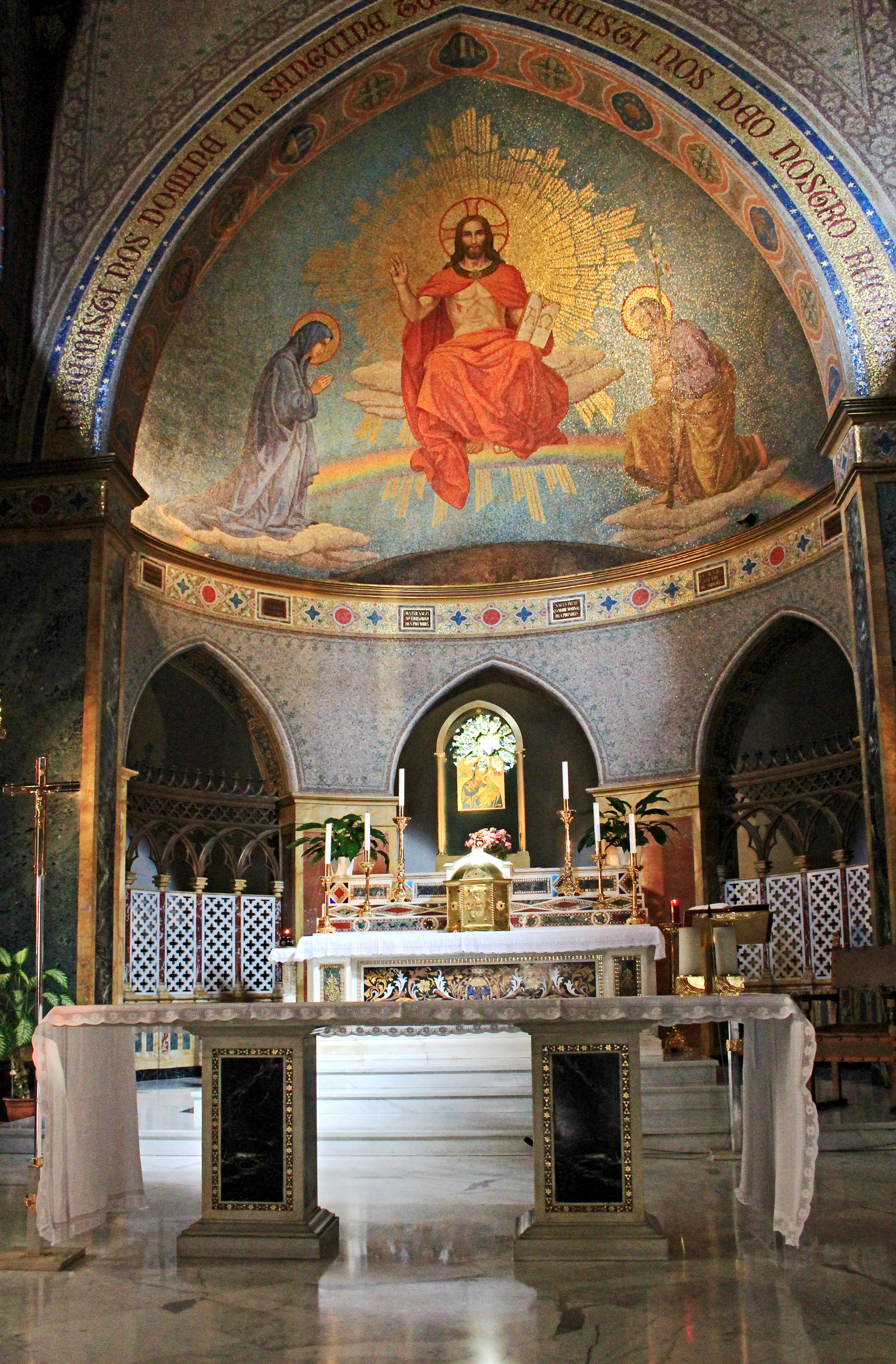
Chœur et abside.
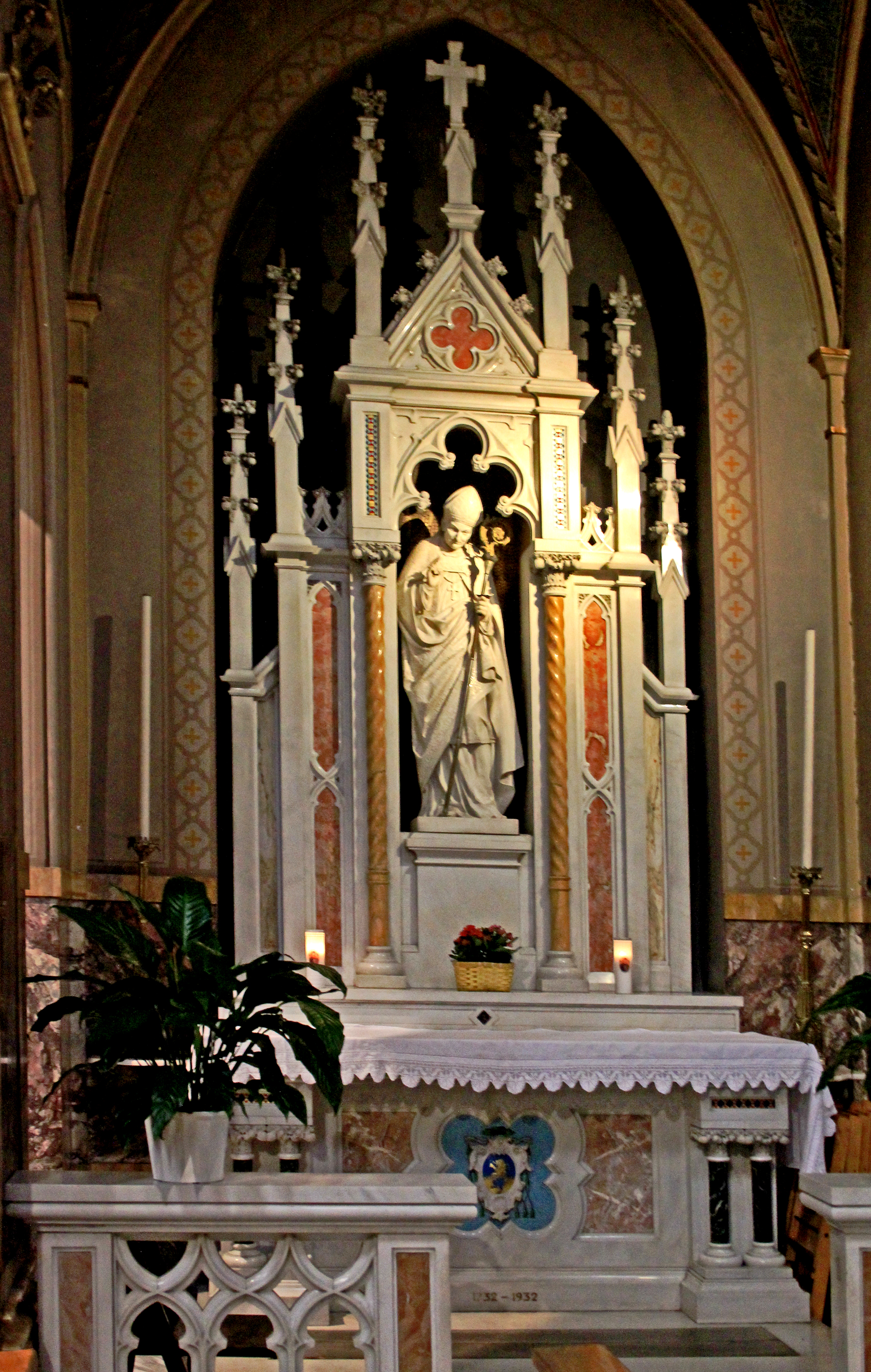
Chapelle Saint-Alphonse de Liguori.
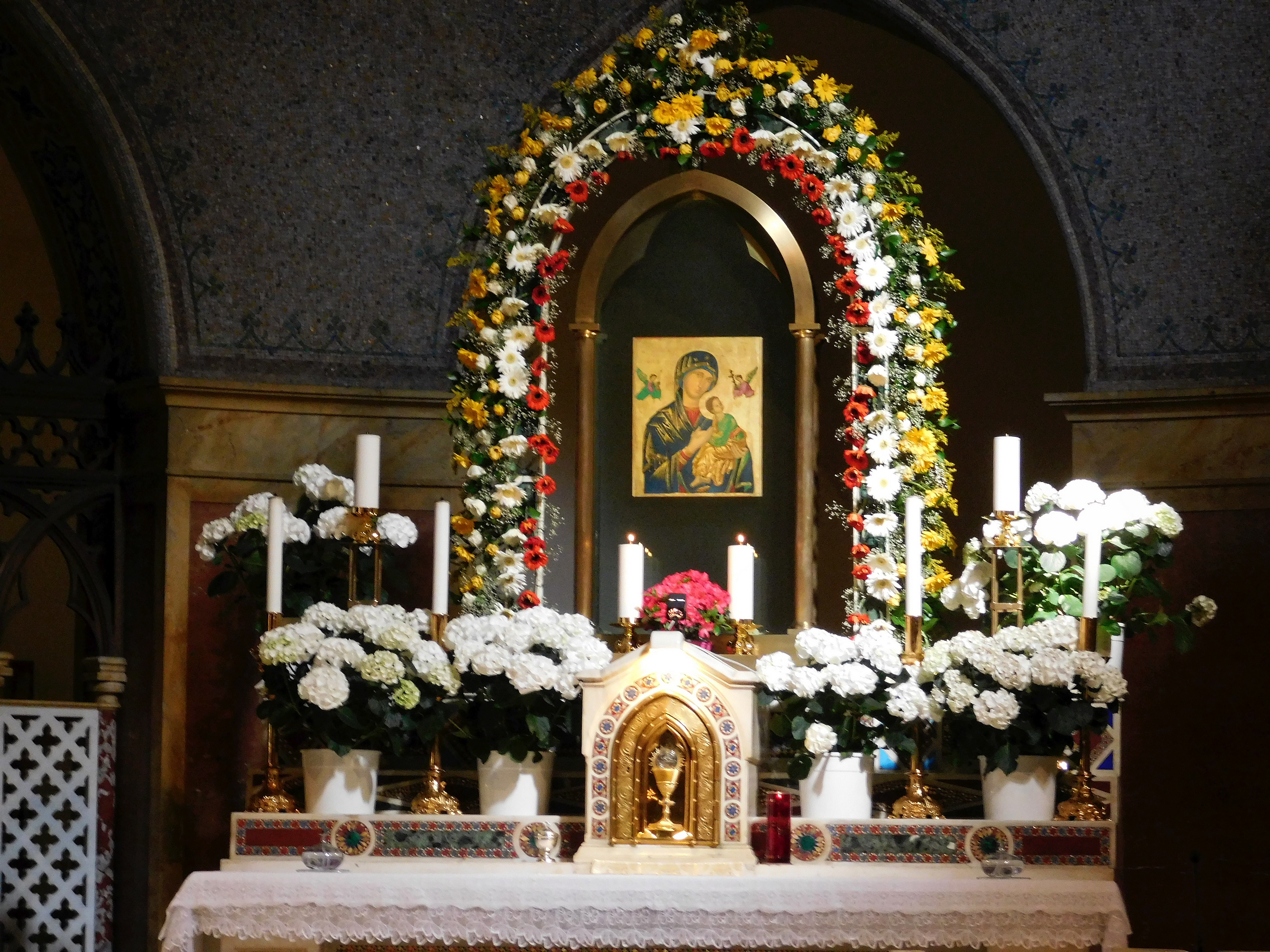
Icône de Notre-Dame du Perpétuel Secours.
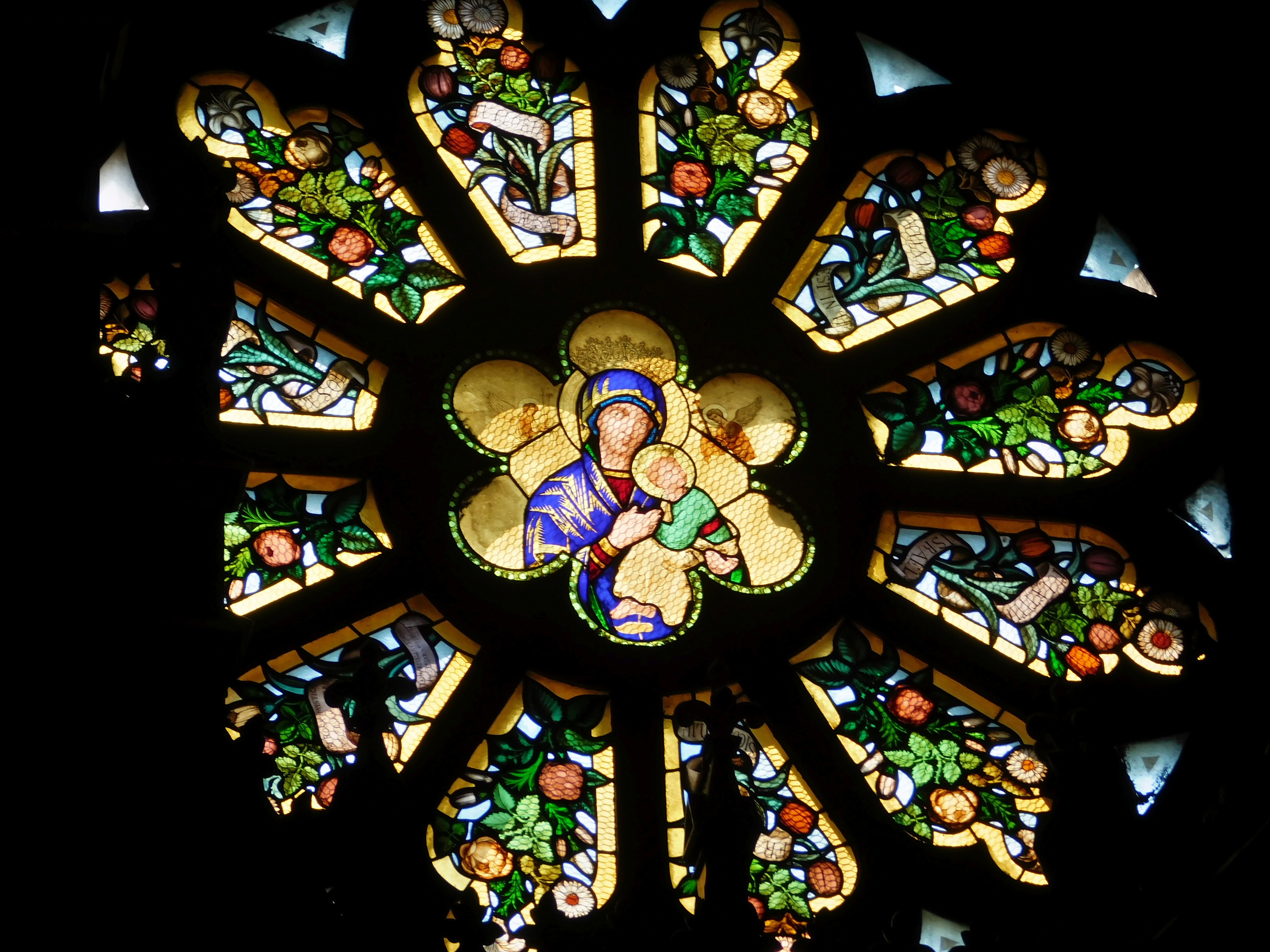
Rosace.

## Source
- (it) Cet article est partiellement ou en totalité issu de l’article de Wikipédia en italien intitulé « Chiesa di Sant'Alfonso all'Esquilino » (voir la liste des auteurs).